# Angelo Genocchi
Angelo Genocchi (Piacenza, 5 marzo 1817 – Torino, 7 marzo 1889) è stato un matematico italiano, che si occupò di teoria dei numeri nonché mentore di Giuseppe Peano.

## Biografia
Pur essendo sempre stato appassionato di matematica, Genocchi nel 1838 si laureò in giurisprudenza all'Università di Parma (che aveva trasferito la sede a Piacenza in seguito ai moti del 1813). Dopo avere esercitato per qualche anno la professione forense, nel 1846 ebbe anche la cattedra di Diritto romano presso la stessa università. Le cronache del tempo affermano però che non era né un bravo avvocato, né un bravo insegnante. Tra i suoi interessi, la politica era predominante: di idee liberali e antiaustriache, dopo la Prima guerra d'indipendenza italiana del 1848 si trasferì a Torino, dove iniziò a seguire le lezioni di matematica di Plana. Nel 1859 ottenne la cattedra di Algebra e Geometria complementare, che nel 1862 lasciò per quella di Calcolo infinitesimale. Peano, che gli succedette nella cattedra, fu suo assistente nel 1881-82. Nel 1884 fu pubblicato per l'editore Bocca il "Genocchi-Peano", o più precisamente Calcolo differenziale, e principii di calcolo integrale, pubblicato con aggiunte dal Dr. Giuseppe Peano: il non ancora trentenne Peano raccolse gli appunti dei corsi tenuti dal Genocchi ampliandoli notevolmente, tanto che l'anziano professore ricusò la paternità di quell'opera che pure per vari decenni fu usata come testo di studio.
Fu socio dell'Accademia delle Scienze di Torino, presiedendola dal 1885 alla sua morte, e Senatore del Regno d'Italia dal 1886. Nelle sue ricerche privilegiò la teoria dei numeri, al tempo piuttosto negletta, la teoria delle serie, e gli integrali euleriani, usando sempre un approccio critico e attento ai fondamenti della matematica.

## Genocchi nel suo tempo
Per Angelo Genocchi può indubbiamente essere valida la definizione che Stanley Jaki ha dato di Pierre Duhem: uneasy genius. Genio difficile, ricercatore paziente, instancabile e solitario nel campo della matematica e tuttavia importante personaggio di transizione in ambito accademico dal paradigma lagrangiano alla moderna analisi, sino al rigore logico di Giuseppe Peano, suo allievo. Ricostruire la biografia di Genocchi è dunque importante proprio per avere un quadro compiuto di questa transizione che ebbe rilevantissime implicazioni in ambito universitario.
La vita di Angelo Genocchi è divisa in due parti. Dal 1817 al 1848 Genocchi risiedette nella sua città natale, Piacenza, coltivando privatamente la sua passione per la matematica. Il periodo piacentino è particolarmente importante per la formazione di Genocchi, che si laureò in giurisprudenza ed iniziò ad esercitare come avvocato ma senza particolare successo. Sono anni determinanti anche per comprendere la costituzione dei suoi tratti caratteriali: schivo, introverso, impaziente nel contraddittorio, Genocchi pare corrispondere allo stereotipo del matematico un po' chiuso ed arcigno tipico dell'immagine dello scienziato positivista. Dopo l'insurrezione del '48 ed il ritorno degli austriaci a Piacenza, Genocchi scelse di abbandonare la sua città natale e di dedicare tutto il suo tempo allo studio della matematica. Nei primi anni torinesi grazie a Chiò e Plana il matematico piacentino fu introdotto in ambito accademico nel quale, in una rapida carriera, a partire dal 1859 in soli 14 anni arrivò a essere indicato per il rettorato dell'università di Torino.
Ricostruire un profilo biografico di Angelo Genocchi è particolarmente interessante poiché significa confrontarsi con un ampio fondo documentale conservato presso la biblioteca Passerini-Landi di Piacenza, ed immergersi all'interno del network epistolare che per tutto il XIX secolo fu l'unico modo attraverso il quale gli scienziati si scambiavano informazioni e materiale scientifico.
Ci sono altre due ragioni per le quali Genocchi fu una figura importante nel panorama scientifico del XIX secolo. Fu tra i primi ad introdurre in Italia in ambito universitario i principi della “moderna analisi” impostata da Cauchy nel Cours d'analyse e rimasta sostanzialmente estranea alle università italiane fino alla metà dell'Ottocento, dato il predominio assoluto del paradigma analitico lagrangiano. Inoltre Genocchi fu maestro di Giuseppe Peano, il più importante logico e matematico italiano. È, indubbio che molto del rigore logico di Peano fosse già presente nei manoscritti pazienti ed accurati di Genocchi anche se differenti sono gli esiti e l'impostazione di fondo. Genocchi, anche per la sua formazione umanistica, ha una concezione informale della logica, mentre Peano è il primo a introdurre la formalizzazione logica in campo analitico e algebrico. Proprio al rapporto tra Peano e Genocchi è legata l'importante questione storiografica della paternità del testo di analisi matematica ancor oggi noto come “il Genocchi-Peano”.

## Opere
- Calcolo differenziale e principii di calcolo integrale, Roma, Fratelli Bocca, 1884.